# 綿帽子

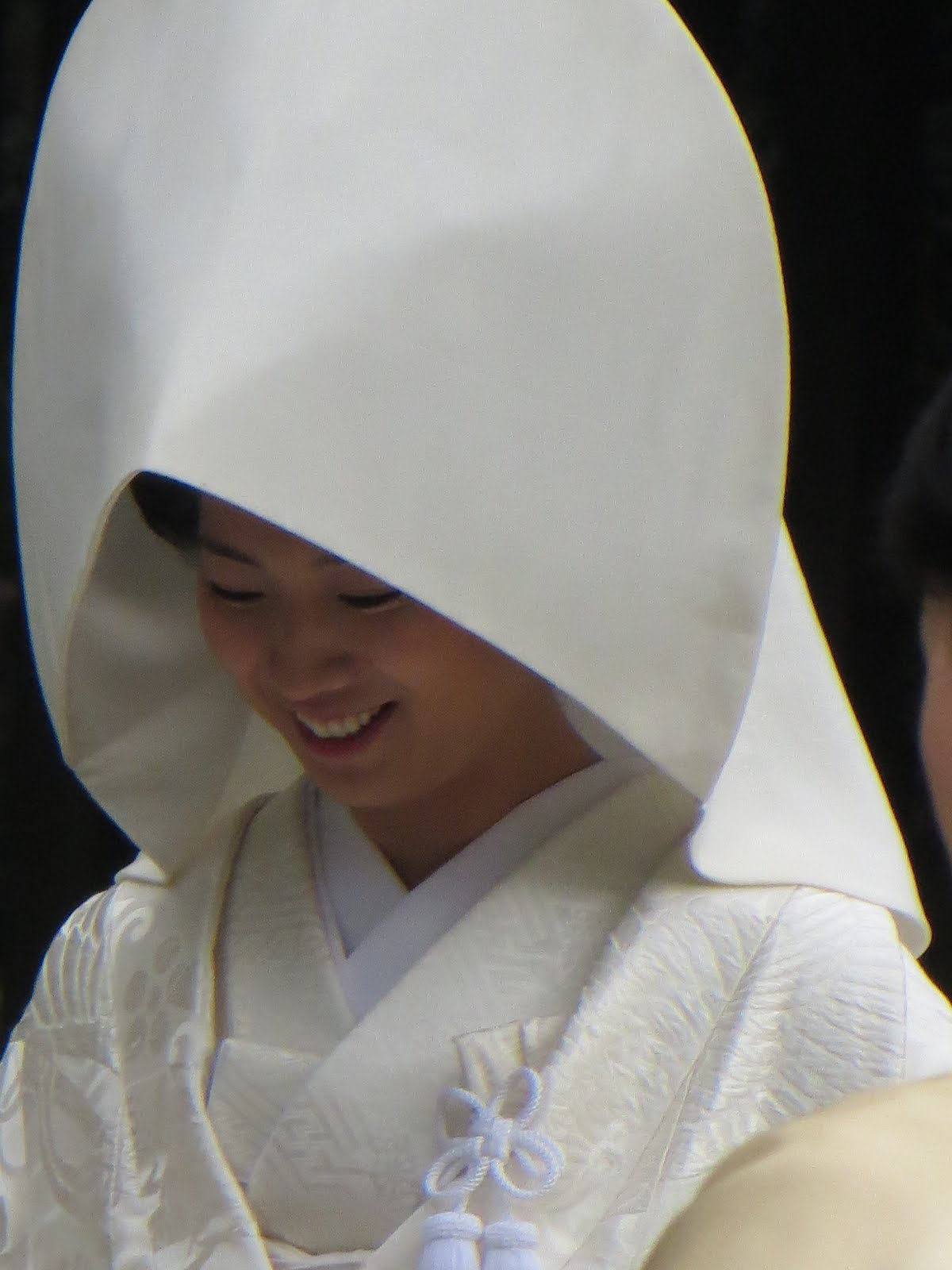
綿帽子を被った花嫁

綿帽子（わたぼうし）は、和式の婚礼の儀において、花嫁が文金高島田（ぶんきんたかしまだ）と呼ばれる、日本的な高い髷（まげ）を結った髪の上に、頭を覆う形で被る、白い袋状の被り物。本来は、真綿を加工して広げて作る防寒具のことであったが、後に婚礼衣装のひとつとなった。異称として、置き綿、被き綿（かずきわた）、額綿（ひたいわた）などがある。
角隠しと同様の使い方をするが、角隠しが色打掛にも用いられるのに対し、綿帽子は白無垢の場合だけに用いるものとされる。通例、綿帽子は、挙式の際に着用し、披露宴では着用しない。

## 歴史

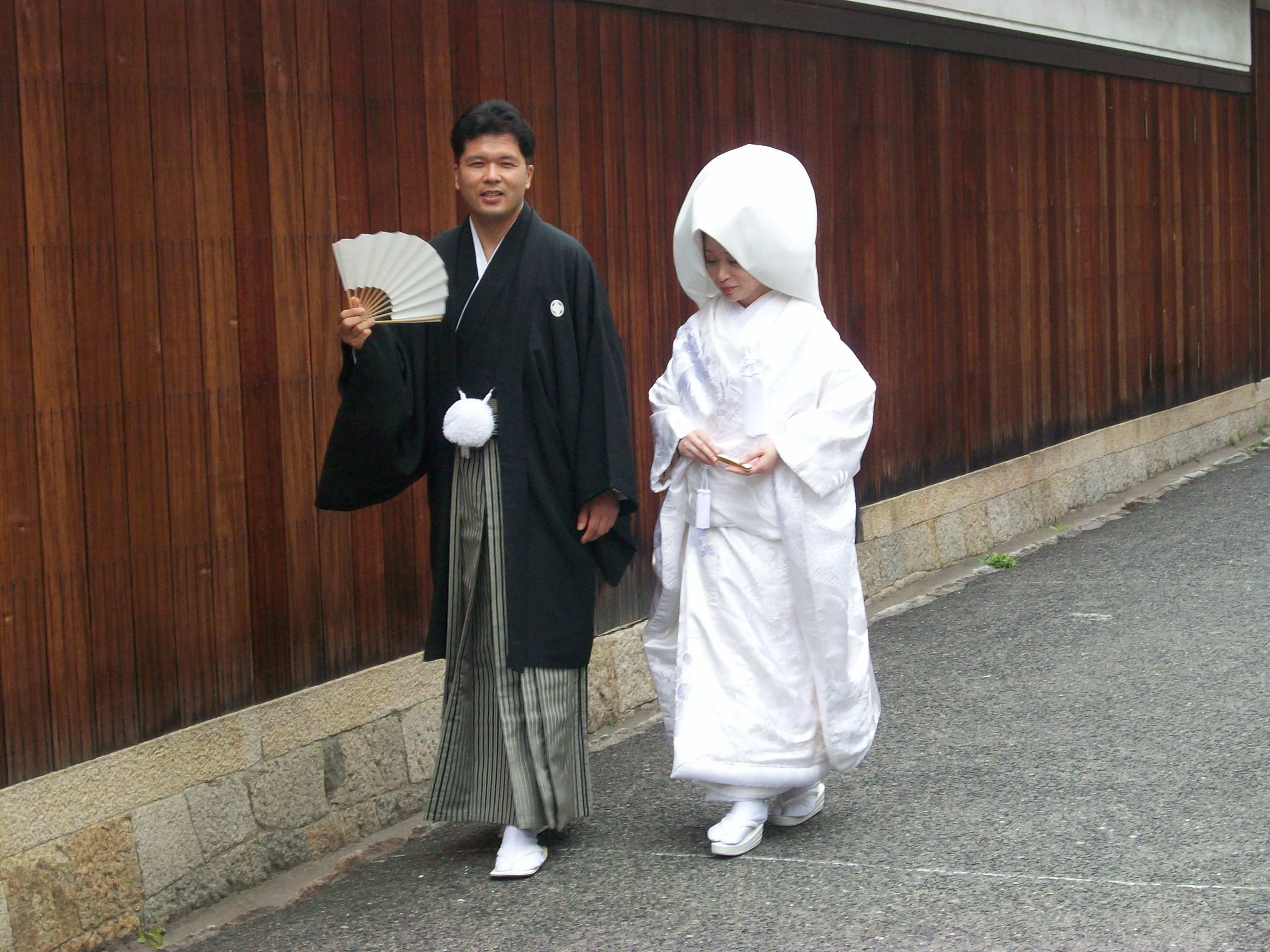
花婿と綿帽子を被った花嫁

隆房卿艶詞絵巻に描かれているように、鎌倉時代以前より高貴な身分の女性が外出する際には、頭の上から身体をすっぽりと覆う被衣（かづき）と呼ばれる袿（うちぎ）あるいは薄い衣を、袖を通さずに被っていた。室町時代になると、小袖の襟を前に下げた形で用いられるようになった。これらは元々は外出する際の埃除けや防寒が目的であったが、江戸時代になり、被衣に代わるものとして、真綿で作った帽子が若い女性に広まり、様々な形がつくり出された。しかし、18世紀半ばの宝暦年間以後は、もっぱら儀礼用としてのみ用いられるようになった。現代における綿帽子は、袷仕立ての白絹の布で作ったものである。

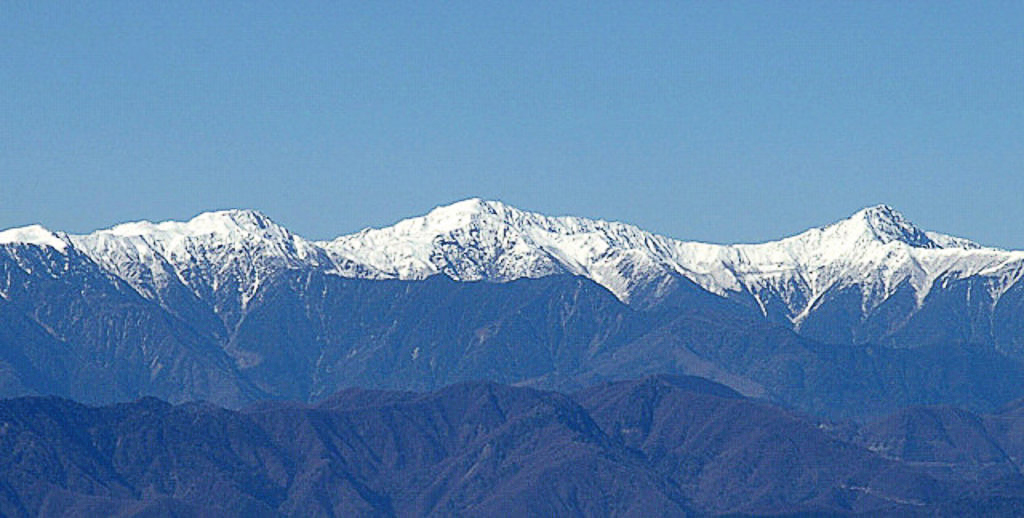
赤石山脈の白峰三山。2006年11月撮影。

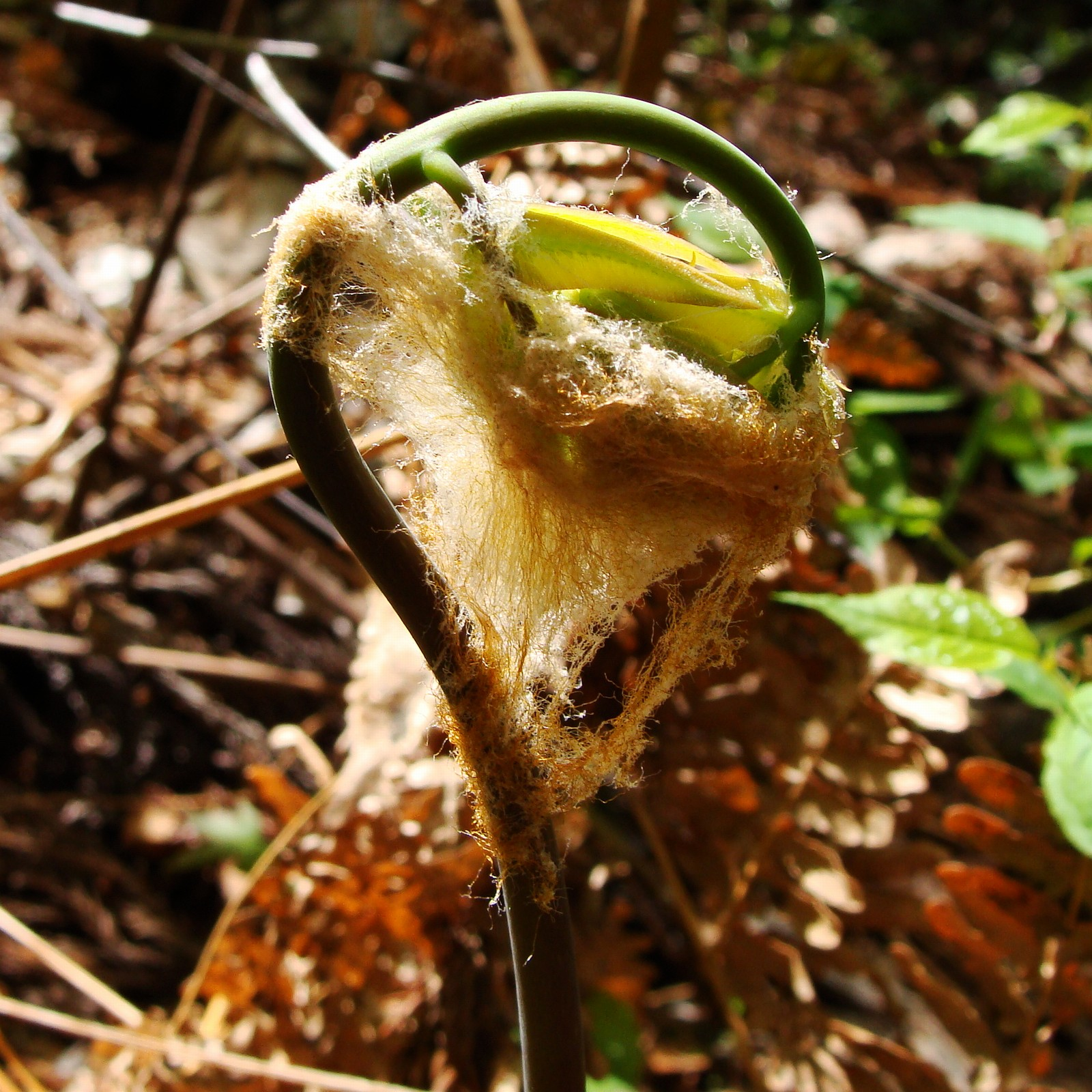
ゼンマイの栄養葉の新芽。綿帽子の中は薄くツルツルした葉。

## 比喩表現
- 山の頂上付近や、樹木の頭頂部だけに雪が積もっている場合に、花嫁の頭上に綿帽子が載っている状態に見立てて、「綿帽子を被る」などと表現することがある[1][2]。

- ゼンマイの新芽の表面には綿毛が被さっている状態も、「綿帽子を被る」などと表現することがある[4]。同様に、タンポポなどの綿毛が目立つ状態も、「綿帽子」と表現することがある[5]。